# L'Éléphant blanc
Pour les articles homonymes, voir Éléphant blanc.

L'Éléphant blanc est un téléfilm franco-italien réalisé par Gianfranco Albano et diffusé en 1998. C'est l'adaptation du roman La città del re lebbroso (La Ville du roi lépreux) d'Emilio Salgari.

## Synopsis
Dans le royaume de Jarma, une princesse et son jeune concubin sont confrontés à un trafiquant d’opium sans scrupules.

## Fiche technique
- Titre original : L'Éléphant blanc
- Réalisateur : Gianfranco Albano
- Scénario : Andrea Porporati, Filippo Gentili et Alessandro Sermoneta, d'après le roman de Emilio Salgari
- Musique : Paolo Buonvino
- Pays :  France
- Production :
- Durée : 180 minutes
- genre : Aventure

## Distribution
- Axelle Grelet : Mandi / Maïa
- Vincent Lecœur : Gabriel Barthes
- Mathieu Carrière : Rudde
- Jacques Perrin : M. Barthes
- Remo Girone (en) : le roi de Jarma
- Danny Quinn : Max
- Jennifer Nitsch : Marianne
- Hal Yamanouchi : Lo Yan
- Lino Capolicchio : Lotarius